# 徐宣
徐 宣（じょ せん、生没年不詳）は、中国の新代から後漢時代初期の武将、政治家。字は驕穉。徐州東海郡臨沂県の人。新代に蜂起した農民軍の赤眉軍における有力部将の一人である。

## 事跡

### 初期の事跡
| 姓名           | 徐宣                          |
| 時代           | 新代 - 後漢時代               |
| 生没年         | 〔不詳〕                      |
| 字・別号       | 驕穉（字）                    |
| 本貫・出身地等 | 徐州東海郡臨沂県              |
| 職官           | 〔赤眉軍部将〕→丞相〔劉盆子〕 |
| 爵位・号等     | 列侯〔更始〕                  |
| 陣営・所属等   | 樊崇→劉盆子                   |
| 家族・一族     | 〔不詳〕                      |

最初は県の獄吏を務めていたが、新代に徐州、青州が大飢饉に見舞われ、盗賊が各地に蔓延るようになると、泰山郡で挙兵していた樊崇の傘下へ、琅邪郡出身の逄安、同郷の謝禄・楊音と共に加わった。地皇3年（22年）、王莽は、赤眉軍を討伐するために、更始将軍・平均公廉丹・太師王匡の軍を派遣したが、樊崇・徐宣らはこれを撃破し、廉丹を討ち取っている。
更始元年（23年）10月、洛陽に遷都した更始帝（劉玄）に樊崇と共に降り、列侯に封じられている。しかし、樊崇・徐宣らは領地を与えられず、養えなくなった部下の兵士が逃走し始めたため、洛陽から逃亡して再び自軍の下に戻った。赤眉軍は潁川郡に入り、軍を2つに分け、一軍を樊崇が率い、もう一軍を徐宣が率いている。徐宣軍は陽翟・梁（潁川郡）を攻略して河南太守を斬った。
赤眉軍は連戦連勝しながらも疲弊し、兵士たちは東へ帰ることを求め始めた。樊崇らは、東へ戻れば軍が瓦解すると判断し、あくまで更始帝の拠る長安へ進攻することにしている。更始2年（24年）冬、樊崇軍は武関から、徐宣軍は陸渾関から、それぞれ三輔へ進入し、更始3年（25年）1月には弘農郡で両軍が合流した。

### 劉盆子擁立と長安支配
赤眉軍はさらに更始軍を撃破して、華陰（弘農郡）に到達する。ここで、同年6月、赤眉軍は劉盆子を皇帝に擁立し、建世元年と号している。樊崇は勇猛をもって最高指導者となっていたが、読み書き計算が出来なかった。一方、徐宣は『易経』に通じていたため、樊崇から丞相の地位を譲られている。
その後赤眉軍は、長安を攻め落として更始政権を滅ぼした。しかし、樊崇・徐宣らの支配は乱脈の限りで、長安やその周辺で略奪狼藉を繰り返した。そして周辺勢力との戦いで疲弊した結果、糧食がつきてしまい、建世2年（26年）12月、樊崇・徐宣らは東へ帰る決断をした。

### 後漢への降伏
建世3年（27年）、樊崇・徐宣らは、光武帝（劉秀）配下の大司徒鄧禹の軍を各地で撃破しながら懸命に東へ逃走したが、崤底（弘農郡黽池県）で馮異率いる漢軍に大敗した。赤眉軍は宜陽（弘農郡）へ逃れたが、ここで光武帝らが率いる漢の大軍に正面を防がれ、ついに樊崇・徐宣以下30人の赤眉軍の将は肉袒（上半身を肌脱ぎ）して降伏した。この時、光武帝は樊崇らに対し「降伏したくないなら、一戦交えても良いぞ」と述べたが、徐宣は叩頭して「本日陛下に投降いたしましたのは、虎口を逃れて慈母の下に帰り着いたようなものです」と答えている。
その後、徐宣は楊音と共に故郷に帰り、平穏に一生を終えた。